# GroenLinks–PvdA
GroenLinks–PvdA är en nederländsk valallians mellan GroenLinks (GL) och Arbetarpartiet (PvdA). Alliansen grundades på nationell nivå av partiledarna Lilianne Ploumen och Jesse Klaver under den långa regeringsbildningen 2021–2022, medan lokala allianser mellan de två partierna redan hade bildats under tidigare år. De två partierna bildade en gemensam parlamentarisk grupp i Zeelands provinsråd den 29 mars 2023, bildade sedan en gemensam grupp i Första kammaren efter valet 2023 och bildade en gemensam grupp i Andra kammaren den 27 oktober 2023.
Efter kollapsen av Regeringen Rutte IV i juli 2023 tillkännagav ledarna för PvdA (Attje Kuiken) och GL (Jesse Klaver) sin avsikt att ställa upp i andrakammarvalet 2023 som en allians. Medlemmar av både PvdA och GroenLinks röstade för förslaget och bekräftade Frans Timmermans som huvudkandidat i augusti.